# Walter Lötscher
Walter Lötscher (* 11. August 1923; † 5. Mai 2013) war ein Schweizer Skilangläufer.

## Werdegang
Lötscher, der für den SC Flühli startete, wurde bei den Schweizer Skimeisterschaften 1950 in Crans Dritter im 18-km-Lauf und belegte in der Saison 1951/52 bei den Schweizer Meisterschaften 1952 in Le Brassus den dritten Platz über 16 km sowie bei seiner einzigen Teilnahme an Olympischen Winterspielen in Oslo den 35. Platz im 18-km-Lauf. Zudem errang er zusammen mit Fritz Kocher, Alfred Kronig und Alfons Supersaxo den neunten Platz in der Staffel. Im folgenden Jahr siegte er beim internationalen Wettbewerb in Le Brassus im 15-km-Lauf und lief bei den Schweizer Meisterschaften in St. Moritz auf den zweiten Rang über 18 km. In der Saison 1953/54 holte er in Grindelwald über 15 km seinen einzigen Meistertitel bei Schweizer Meisterschaften und kam bei den Nordischen Skiweltmeisterschaften 1954 in Falun auf den 68. Platz über 15 km sowie zusammen mit Hans Strasser, Werner Zwingli und Marcel Huguenin auf den zehnten Rang in der Staffel. In den folgenden Jahren erreichte er bei den Schweizer Meisterschaften 1957 in St. Moritz den dritten Platz mit der Staffel und bei den Schweizer Meisterschaften 1958 in Kandersteg den vierten Platz im 15-km-Lauf. Zudem gewann er im Jahr 1957 den Björnstad-Gedenklauf.